# Palanga
Palanga (in samogitico Palonga; in polacco Połąga; in tedesco Polange) è una cittadina turistica della Lituania sulla costa del Mar Baltico. È il maggiore centro balneare del paese, ed è perciò soprannominata Capitale estiva. La città si trova sull'antica Via dell'Ambra, e storicamente è stato un centro di lavorazione e di commercio della preziosa resina.
È caratteristica la passeggiata dal centro verso la costa, passeggiata che termina con un lungo pontile che dalla spiaggia penetra per qualche centinaio di metri nel mare. La sabbia è molto chiara e finissima; sulla spiaggia - soprattutto dopo un temporale o una burrasca - si possono trovare pezzi di ambra portati dal mare.

## Infrastrutture e trasporti
La città è servita dall'Aeroporto Internazionale di Palanga.

## Sport

### Impianti sportivi
A Palanga si trova l'omonimo circuito automobilistico temporaneo, ricavato dall'incrocio di due autostrade.

## Collegamenti esterni

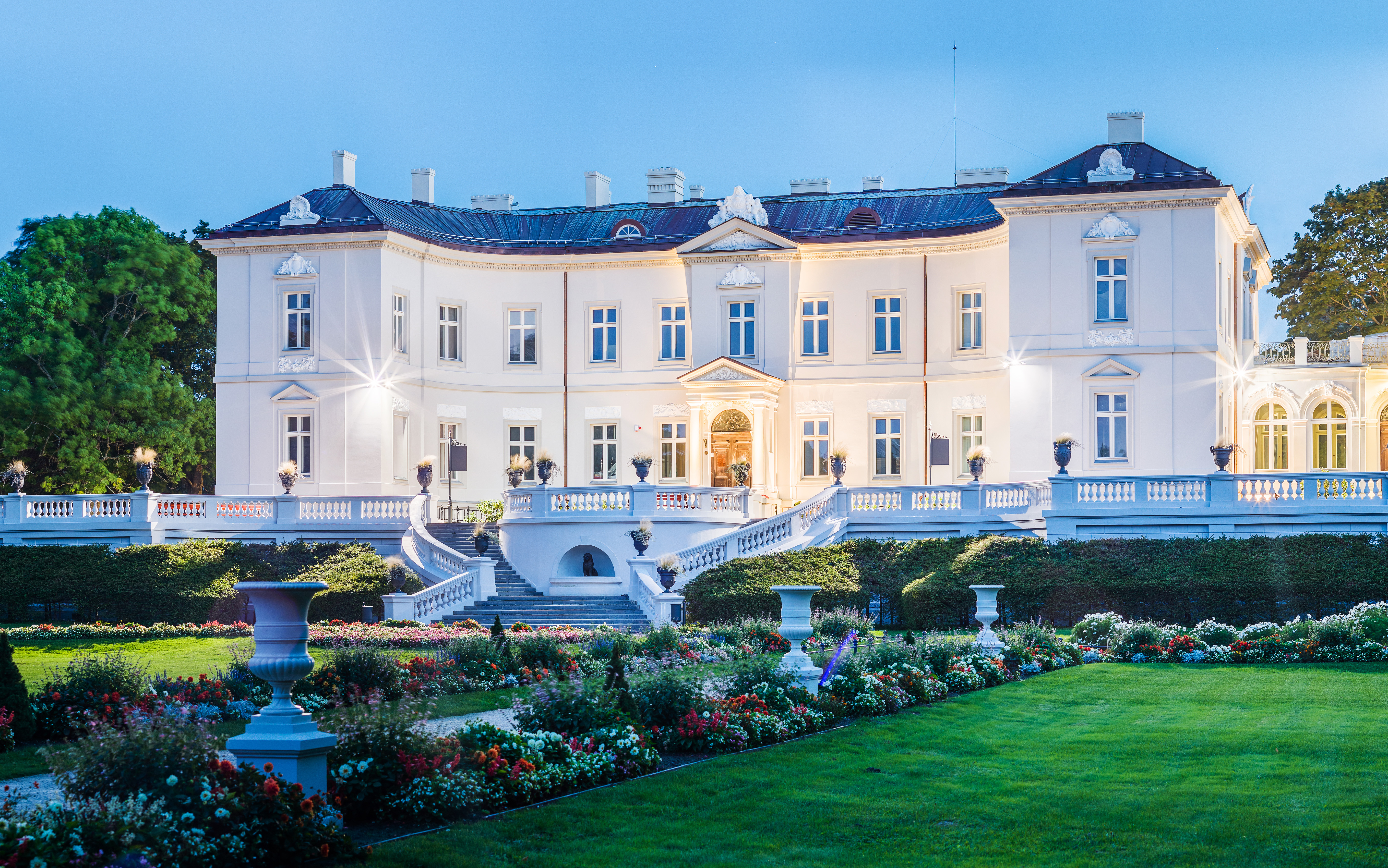
Palazzo Tiškevičiai, oggi sede del Museo dell'Ambra